# Polygonum tibeticum
Polygonum tibeticum là một loài thực vật có hoa trong họ Rau răm. Loài này được Hemsl. miêu tả khoa học đầu tiên năm 1896.